# Лабунский, Александр Николаевич
Алекса́ндр Никола́евич Лабу́нский (укр. Олександр Миколайович Лабунський, позывной — Лом; 13 июня 1982, Сарны — 14 марта 2022, Гута-Межигорская) — украинский военнослужащий, старший солдат, участник российско-украинской войны. Герой Украины (19 марта 2022, посмертно).

## Биография
Родился 13 июня 1982 года в городе Сарны Ровненской области.
После начала российского вторжения в Украину служил в 128-й отдельной горно-штурмовой бригаде сначала под Бучей, затем вблизи Вышгорода старший солдат Лабунский исполнял обязанности командира автомобильного отделения реактивной артиллерийской батареи.
При непосредственном участии Лабунского реактивная батарея бригады выполнила в городе Киев более тридцати боевых задач, в результате которых поражены колонны, скопления живой силы и техники противника.
Погиб 14 марта 2022 года около 14:00 в результате обстрела БМ-21 «Град» в Киевской области. Похоронен 19 марта в городе Сарны.
У Александра Лабунского осталась мать, отец, сестра, два сына и дочь. 28 июня 2023 года в День Конституции Украины, президент Украины Владимир Зеленский передал орден «Золотая Звезда» членам семьи погибшего Героя Украины.

## Награды
- Звание «Герой Украины» с удостоением ордена «Золотая Звезда» (19 марта 2022, посмертно) — за личное мужество и героизм, проявленные в защите государственного суверенитета и территориальной целостности Украины, верность военной присяге.